# Max (Restaurant)

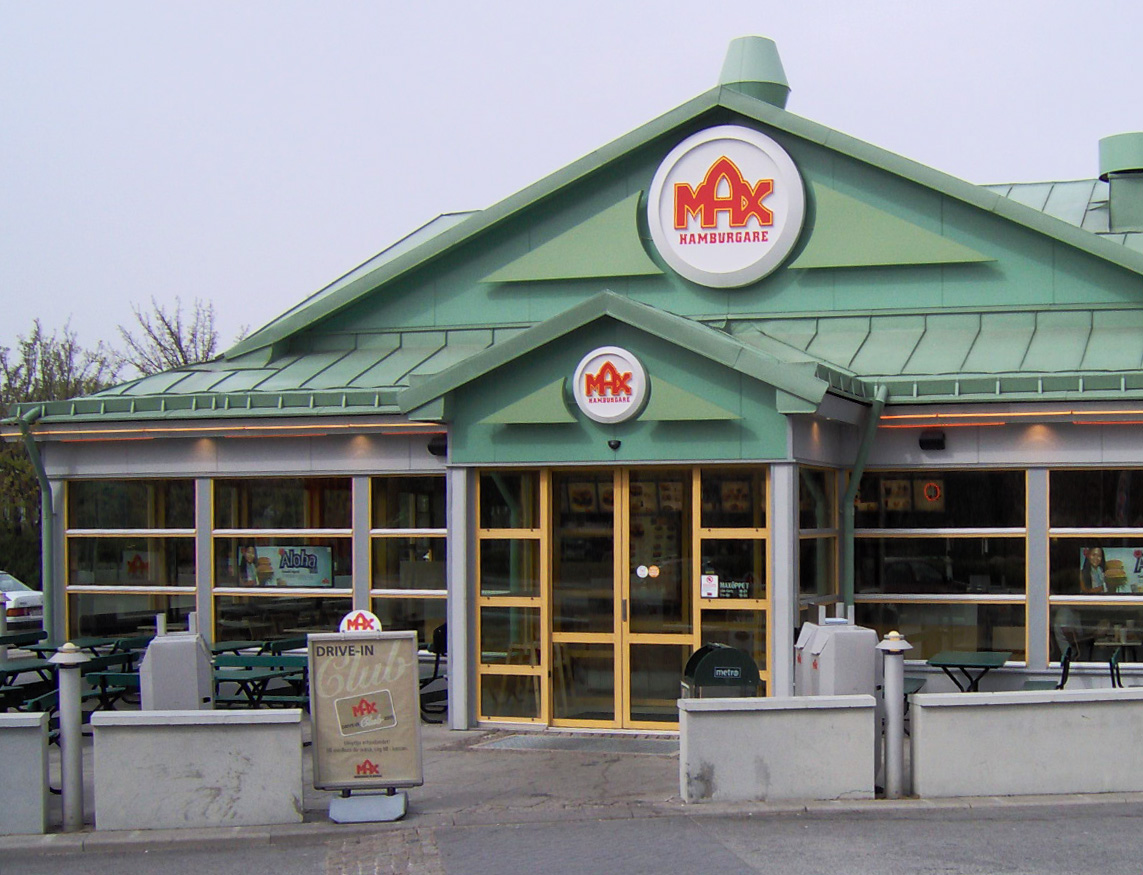
MAX in Lund

Max Hamburgerrestauranger AB ist ein schwedisches Unternehmen der Systemgastronomie und die zweitgrößte Schnellrestaurantkette des Landes.

## Geschichte
Das Unternehmen wurde 1968 in Gällivare von Curt Bergfors gegründet, der bis zu seinem Tod im Mai 2022 77,5 % des Unternehmens gehalten hat. Hauptsitz des Unternehmens ist Luleå in Nordschweden, weitere Büros befinden sich in Stockholm. Der Umsatz betrug 2016 etwa 2,6 Milliarden Kronen bei rund 4500 Angestellten (2016).
Ende 2022 gab es 146 Restaurants in Schweden, 24 Restaurants in Polen, 9 in Norwegen, 4 in Dänemark sowie 10 in Ägypten.

## Besonderes
- Das Restaurant in Visby hat laut eigenen Angaben den weltweit ersten Bike-in, ein Drive-in für Fahrräder.[2]